# Барятинський Іван Іванович
Князь Іван Іванович Барятинський (1772–1825) — відомий свого часу англоман і агроном із роду Барятинських, великий землевласник, творець садиби Мар'їно під Рильськом. Єдиний спадкоємець свого батька, дипломата І. С. Барятинського. У 1806—1812 pp. російський посол при дворі короля Баварії у Мюнхені.

## Біографія

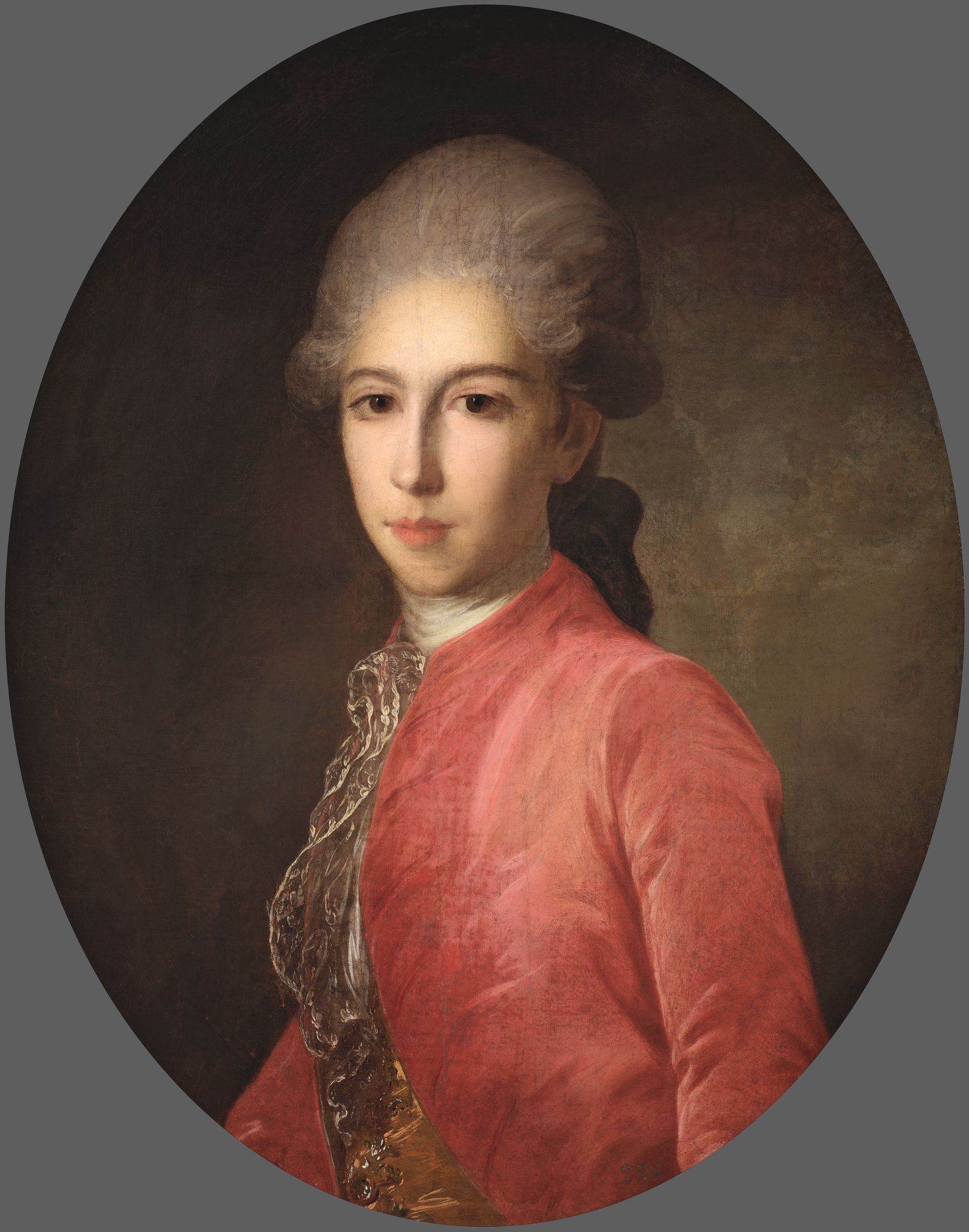
Портрет князя Івана в юному віці (худ. Рокотов)

По праву народження належав до верхівки російського суспільства. Онук фельдмаршала принца Голштинського. Мати Катерина походила з дому Глюксбургів; її єдинокровний брат — прадід датського короля Крістіана IX.
У 1780 був записаний на службу поручиком Катеринославського кірасирського полку і ад'ютантом Потьомкіна, а в 1790 році винагороджений чином камер-юнкера й переведений у Семенівський полк. Капітан з 1795 року він зарахувався волонтером до армії, що діяла в Польщі, 1 січня 1795 нагороджений орденом св. Георгія IV-го кл.
|  | Во всемилостивейшем уважении на усердную службу и отличное мужество, оказанное 24-го октября при взятии приступом сильно укрепленного Варшавского предместия, именуемого Прага. |

Павло I ушанував йому в 1799 родове командорство Мальтійського ордену, але потім, унаслідок зіткнення з Ростопчіним, він був віддалений від двору. Олександр I ушанував Барятинського в 1801 році в дійсні камергери і зарахував до місії в Лондоні, де він одружився з дочкою лорда Шерборна.
Проведений у 1804 в таємні радники, він у 1806 був призначений посланцем у Баварії. Тут він у 1813 році одружився з німецькою графинєю Марією Келлер (1793—1858), з якою прожив до кінця життя і мав сімох дітей — чотирьох синів і трьох дочок.
Відкликаний у 1812 р., після чого залишив службу та оселився у своєму курському маєтку селі Іванівському, центрі його великих володінь (у Курській та Харківській губерніях у нього було понад 20 тис. душ). Барятинський присвятив все своє життя облаштуванню маєтків та застосуванню на практиці здобутих ним під час закордонних подорожей агрономічних знань. Відносини до селян були встановлені на розумних засадах. Декілька років, проведених в Англії, зробили з Барятинського англомана, і у своїй діяльності він поставив собі зразком англійського багатого і освіченого родовитого лендлорда, що дбає про своє господарство і про освіту народу.
У своєму улюбленому Іванівському він влаштував чудовий палац, названий на честь дружини Мар'їним, де можна було знайти все, що може дати багатство, поєднане з витонченим смаком. Барятинський жив відкрито, мав театр і оркестр. У його концертах брали участь сусіди, відомі музиканти брати графи Вієльгорські. Сам Барятинський так захоплювався музикою, що дорікав собі за втрату часу і тому заборонив навчати музики синів, виховання яких становило одну з головних турбот.
У 1815 році у нього народився старший син, і вже цього року він склав програму його виховання, а в 1821 написав «Conseils à mon fils ainé» («Поради старшому синові»). Барятинський прагнув зробити зі свого сина перш за все чесну людину і доброго християнина, а потім розвинути в ньому самостійність, діловитість, щоб підготувати його до ролі великого землевласника, який повинен покращити побут своїх селян і мати корисний вплив на сусідніх поміщиків. Людина освічена, розумна, обдарована, князь Барятинський був одним із найблискучіших представників вищого придворного суспільства.
За свідченням князя А. Чарторийського, він вирізнявся дотепністю, часом досить дошкульним. Граф П. X. Граббе так описує його зовнішність: це був високий, видний, тонкий чоловік, з правильними рисами обличчя, коротко підстриженим волоссям з сивиною; «жест швидкий, нетерплячий, загальний вираз світської людини та знатності».
Барятинський помер 15 (27) червня 1825 року. Був похований у фамільному склепі у крипті Покровської церкви на території садиби Мар'їне біля села Івановське. У 1930-х роках могила була розграбована, а прах спалено.

## Сім'я
|                                                 |  |  |
| Дві дружини: перша (ліворуч) і друга (праворуч) |  |  |

Князь Іван Барятинський мав вісім дітей від двох шлюбів:
1. дружина з 1806 року Френсіс Мері Дюттон (1777—1807), дочка лорда Шерборна, померла при пологах. Її сестра була дружиною Томаса Говарда, 16-го графа Саффолка.
  - Єлизавета Іванівна (1807—1867), через хронічні хвороби залишалася під опікою своїх англійських родичів. У 1840-ті рр. брат Олександр у лондонському суді безуспішно домагався переведення опіки над Єлизаветою на себе.
2. дружина з 1813 року графиня Марія Федорівна Келлер (1792—1858), дочка прусського дипломата, благодійниця.
  - Ольга Іванівна (1814—1876), з 1832 одружена з графом Володимиром Петровичем Орловим-Давидовим (1808—1882).
  - Барятинський Олександр Іванович (1815—1879), генерал-фельдмаршал; одружений з 1862 року з княжною Єлизаветою Дмитрівною Орбеліані (1835—1899).
  - Леонілла Іванівна (1816—1918), фрейліна, з 1834 року одружена з князем Львом Петровичем Вітгенштейном (1799—1866); дожила до 102 років. З погляду Олександра Івановича, була найкрасивішою з його сестер.
  - Володимир Іванович (1817—1875), з 1845 одружений з Єлизаветою Олександрівною Чернишовою (1826—1902), статс-дамою, дочкою князя О.&nbsp;І.&nbsp;Чернишева.
  - Марія Іванівна (1818—1843), фрейліна, одружена з князем Михайлом Вікторовичем Кочубеєм (1813—1876); одна з перших великосвітських красунь, померла раптово від лихоманки, на згадку про неї княгиня Барятинська відкрила Маріїнський притулок для бідних жінок.
3. * Анатолій Іванович (1821—1881), одружений з 1842 з Олімпіадою Володимирівною Каблуковою (1822—1904).
4. * Віктор Іванович (1823—1904), одружений з 1855 року з Марією Апполінаріївною Бутенєвою (1835—1906).

## Галерея

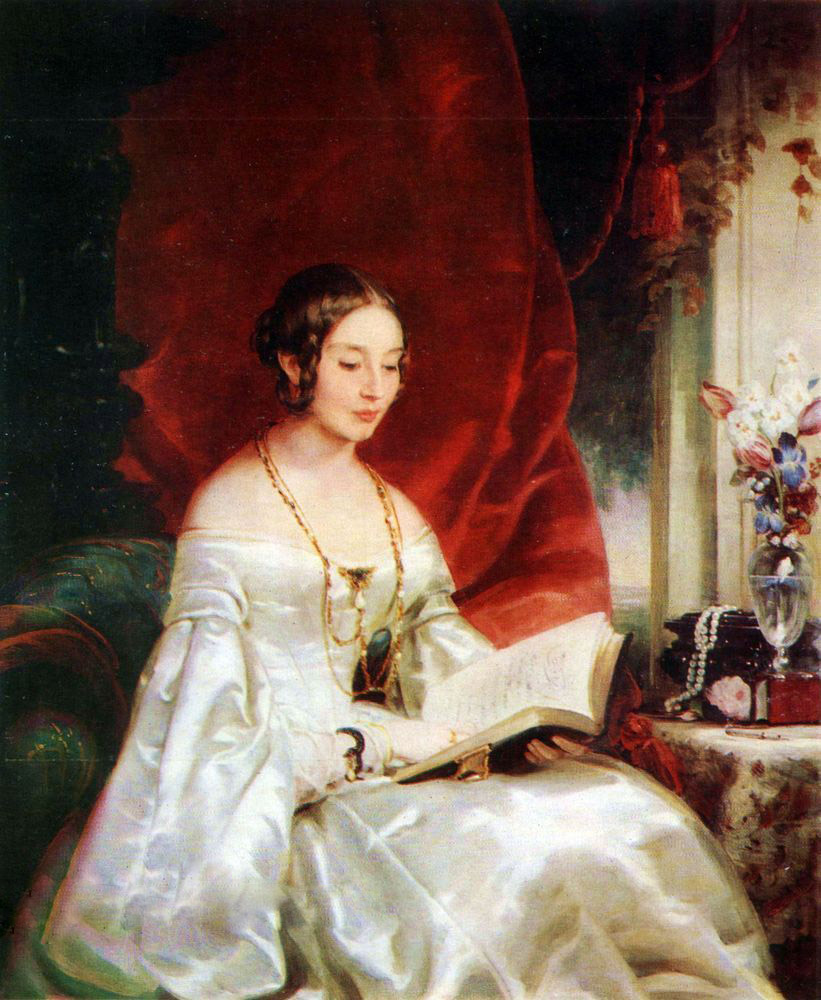
Ольга Іванівна, дочка
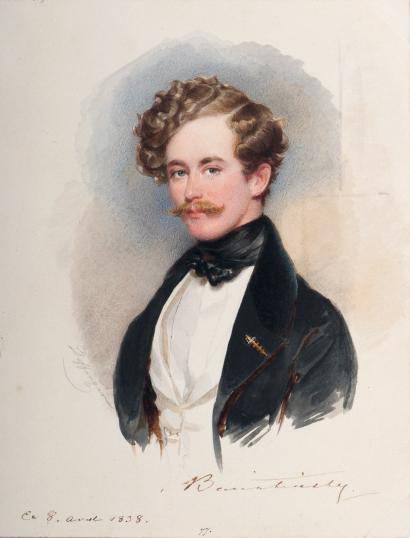
Олександр Іванович, син
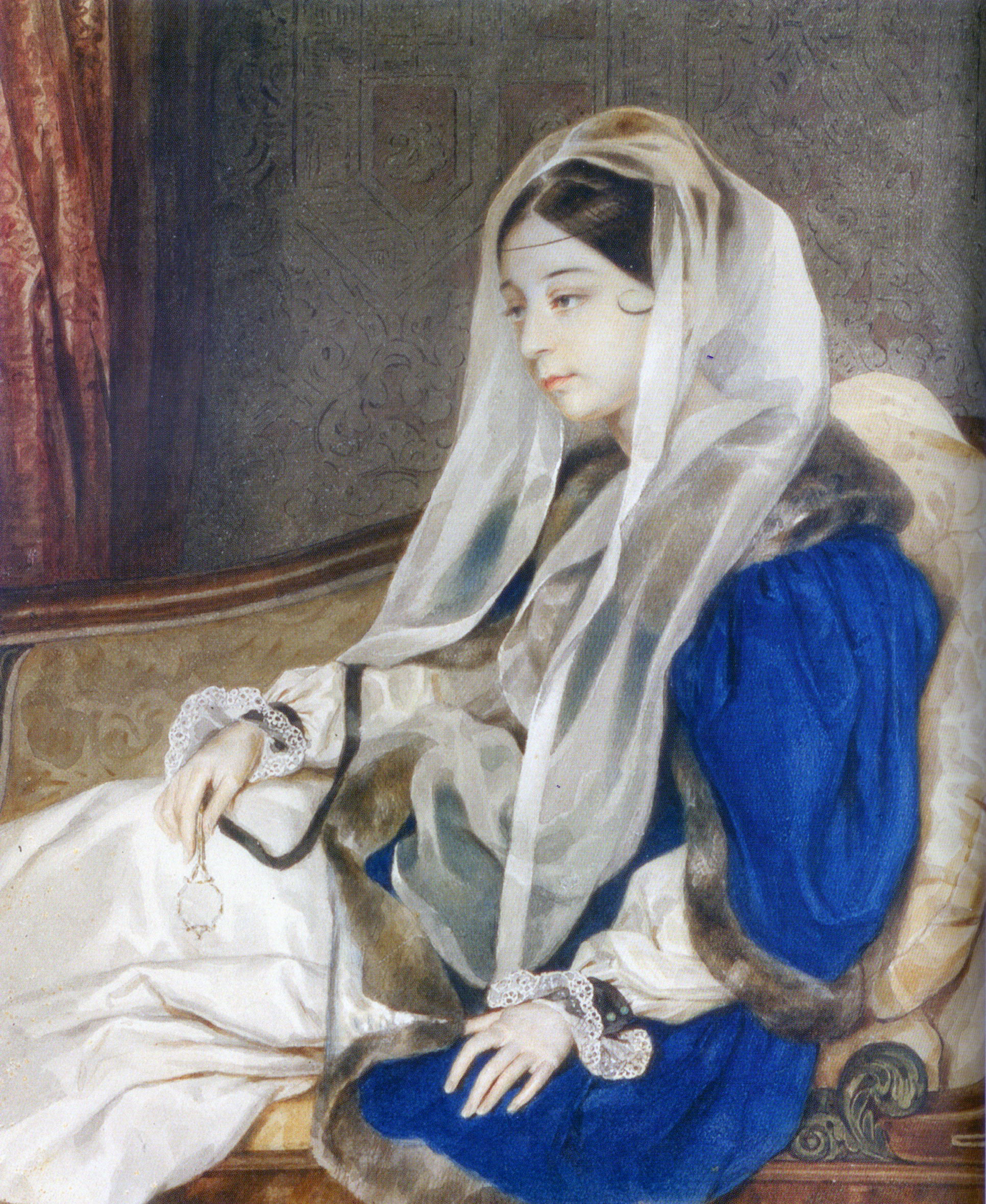
Леонілла Іванівна, дочка
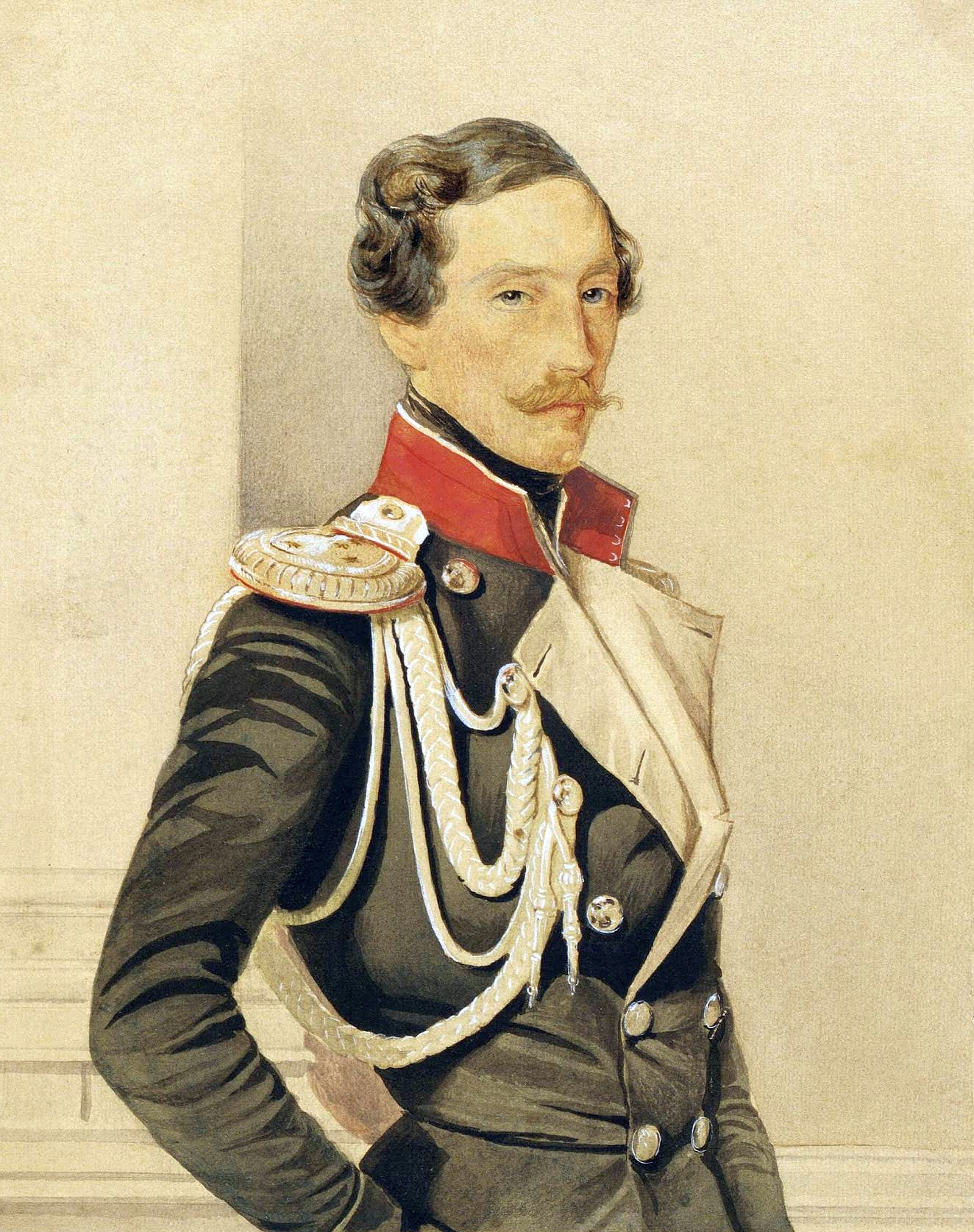
Володимир Іванович, син
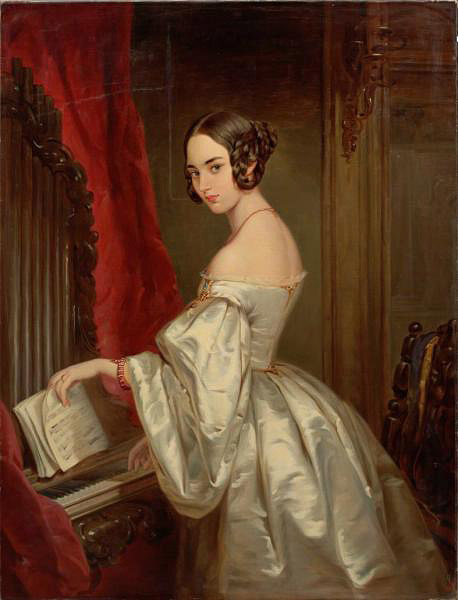
Марія Іванівна, дочка
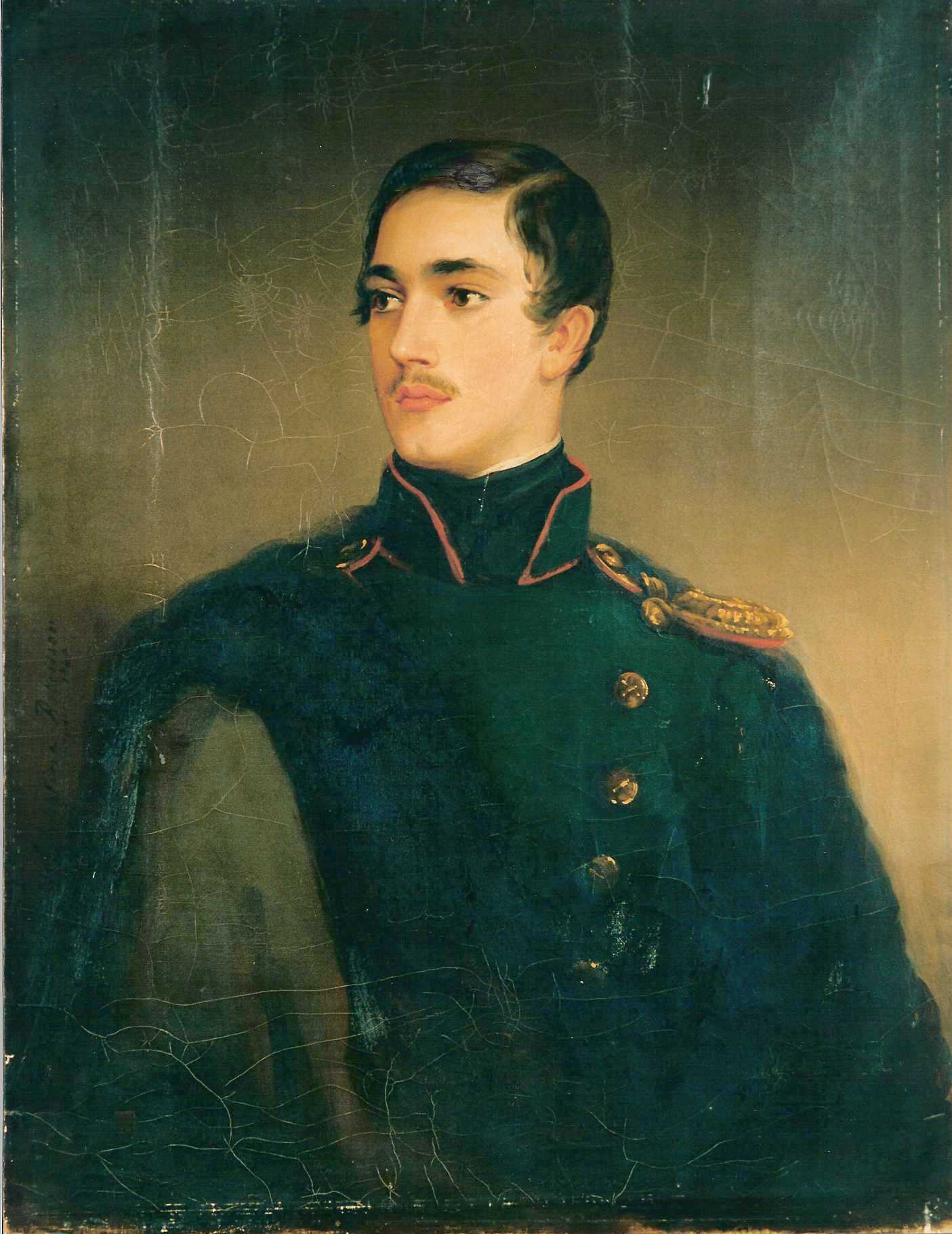
Анатолій Іванович, син
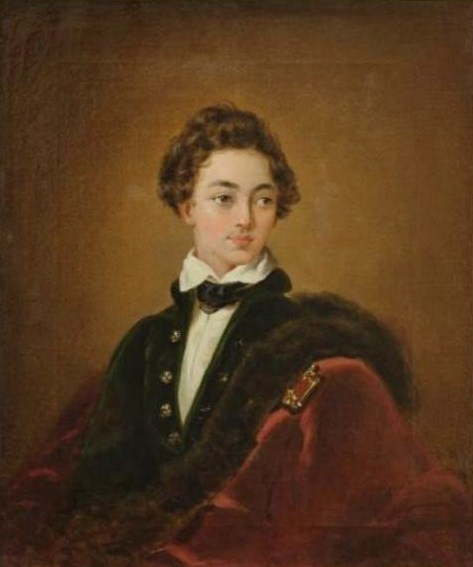
Віктор Іванович, син